# Đa giác lõm

Một ví dụ về đa giác lõm.

Một đa giác đơn không lồi được gọi là lõm, không lồi  hoặc reentrant.  Một đa giác lõm sẽ luôn có ít nhất một góc phản xạ bên trong, đó là một góc có số đo nằm trong khoảng 180 độ đến 360 độ.
Một số dòng chứa các điểm bên trong của một đa giác lõm cắt ranh giới của nó tại hơn hai điểm. Một số đường chéo của đa giác lõm nằm một phần hoặc toàn bộ bên ngoài đa giác.  Một số đường lề của một đa giác lõm không chia mặt phẳng thành hai nửa chiếc máy bay một trong số đó hoàn toàn chứa đa giác. Không có câu lệnh nào trong ba câu lệnh này giữ cho đa giác lồi.
Như với bất kỳ đa giác đơn nào, tổng các góc bên trong của đa giác lõm là π (n - 2) radian, tương đương 180°×(n - 2), trong đó n là số cạnh.
Luôn luôn có thể phân vùng một đa giác lõm thành một tập hợp đa giác lồi. Một thuật toán thời gian độ phức tạp đa thức để tìm ra sự phân rã đa giác lõm thành càng ít đa giác lồi càng tốt được Chazelle & Dobkin (1985) mô tả.
Một hình tam giác không bao giờ có thể lõm, nhưng tồn tại đa giác lõm với n cạnh cho n > 3.
Ít nhất một góc bên trong của đa giác lõm không chứa tất cả các đỉnh khác trong các cạnh và bên trong của nó.
Vỏ bao lồi của các đỉnh của đa giác lõm, và các cạnh của nó, chứa các điểm nằm ngoài đa giác.